# 潛葉蟲

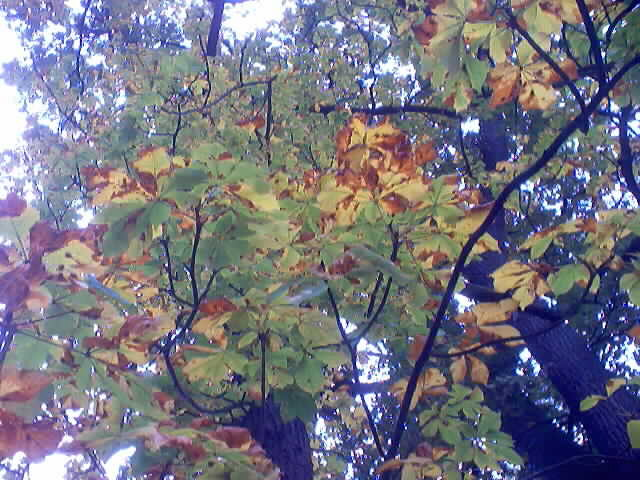
因潛葉蟲而受損的七葉樹

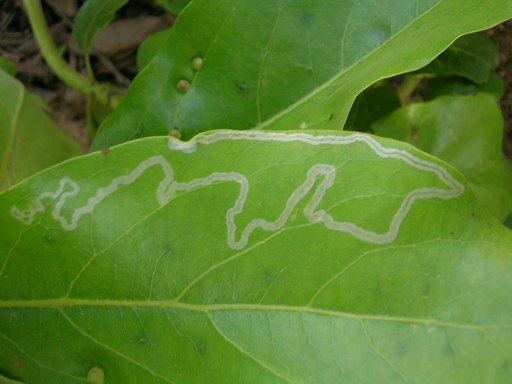
被潛葉蟲啃噬過的葉子

潛葉蟲（英語：Leaf miner）指的是以植物的葉子組織為食的昆蟲幼體。潛葉蟲主要是蛾、葉蜂和蠅，一些甲蟲和黃蜂的幼蟲也會表現出類似行為。
潛葉蟲懂得如何避開植物的自動防衛系統，例如某些潛葉蟲在進食夏櫟的葉子時會選擇含有更少量鞣質的組織。與此同時植物也發展出模擬潛葉蟲啃噬痕跡的方法來欺騙潛葉蟲，令它們以為其葉子已被其他潛葉蟲光顧。
潛葉蟲在葉子上留下的軌跡是最常用來鑒別其屬於哪一種昆蟲的方法，其他要素還包括蛀屑（其排泄物）。

## 外部連結
- British leafminers （页面存档备份，存于） - 它們廣泛分佈于與歐洲。
- The leaf and stem mines of British flies and other insects （页面存档备份，存于）. 關於如何通過寄主植物識別潛葉蟲，包含英國及其他地區的900多種昆蟲。
- Leafminers of Europe （页面存档备份，存于） - 18000多種潛葉蟲。
- leafminers of southeastern U.S. woody ornamentals （页面存档备份，存于）
- Liriomyza trifolii, American serpentine leafminer （页面存档备份，存于）
- Liriomyza sativae, vegetable leafminer （页面存档备份，存于）
- Phyllocnistis citrella, citrus leafminer （页面存档备份，存于）
- CISR: Citrus Leaf Miner（页面存档备份，存于）